# Isochariesthes flavoguttata
Isochariesthes flavoguttata är en skalbaggsart som först beskrevs av Aurivillius 1913.  Isochariesthes flavoguttata ingår i släktet Isochariesthes och familjen långhorningar. Inga underarter finns listade i Catalogue of Life.